# Ртищево (Вадінський район)
Рти́щево (рос. Ртищево) — село у складі Вадінського району Пензенської області, Росія.
Населення — 246 осіб (2010; 255 у 2002).
Національний склад станом на 2002 рік:
- росіяни — 97 %